# Ботир
Ботир (др.-греч. Βοτείρας) — правитель Вифинии, живший в V—IV веках до н. э.

## Биография
Отцом Ботира был Дидалс, считающийся основателем местной династии.
Согласно сообщению Мемнона, излагающего историю города Астака, Ботир жил 75 лет. Исследователь Пальцева Л.А подчеркивает, что гераклейский историк был хорошо осведомлен о генеалогии вифинских правителей, что не является удивительным, так как и Гераклея, и Астак находились на территории Вифинии, и оба города были основаны выходцами из Мегары.
Эпоха конца V — начала IV веков до н. э., являющаяся по предположению историка О. Л. Габелко «периодом вероятного правления Ботира», отмечена событиями, связанными с военными экспедициями греков в Вифинии. В частности, в 416 году до н. э., как повествует Диодор Сицилийский, византийцы и халхидоняне смогли нанести вифинцам тяжелое поражение и захватить после осады ряд их поселений с опустошением многих земель. В 400 году до н. э. произошло столкновение вифинцев с греческими наёмниками, отступавшими из внутренней Азии к морю после гибели Кира Младшего в битве при Кунаксе и грабившими на своем пути племена, через владения которые они проходили. Наемников поддерживали жители Гераклеи Понтийской, а вифинцы выступили против греков совместно с Фарнабазом, хотя последние находились друг с другом неоднократно во вражде. Через год Вифиния подверглась нашествию со стороны воинов спартанского военачальника Деркилида, остановившегося здесь на зимовку.
Сыном Ботира был Бас — первый независимый правитель Вифинии.